# Phlegra micans
Phlegra micans là một loài nhện trong họ Salticidae.
Loài này thuộc chi Phlegra. Phlegra micans được Eugène Simon miêu tả năm 1901.